# Сливка, Антон Романович
Антон Романович Сливка (1918—1992) — генерал-майор Советской Армии, участник Великой Отечественной войны, Герой Советского Союза (1944).

## Биография
Родился 9 августа 1918 года в селе Подвысокое (ныне — в Кировоградской области Украины). После окончания семи классов школы и школы фабрично-заводского ученичества работал на мясокомбинате.
В 1938 году был призван на службу в Рабоче-крестьянскую Красную Армию. В 1940 году окончил Ворошиловградскую военную авиационную школу пилотов. С июня 1941 года — на фронтах Великой Отечественной войны.
К ноябрю 1943 года старший лейтенант Антон Сливка командовал звеном 118-й отдельной дальнеразведывательной эскадрильи 7-й воздушной армии Карельского фронта. К тому времени он совершил 173 боевых вылета на воздушную разведку важных объектов противника в его глубоком тылу.
Указом Президиума Верховного Совета СССР «О присвоении звания Героя Советского Союза офицерскому составу военно-воздушных сил Красной Армии» от 4 февраля 1944 года за «образцовое выполнение боевых заданий командования на фронте борьбы с немецкими захватчиками и проявленные при этом отвагу и геройство» был удостоен высокого звания Героя Советского Союза с вручением ордена Ленина и медали «Золотая Звезда» за номером 3128.
После окончания войны продолжил службу в Советской Армии. В 1949 году окончил Военно-воздушную академию, в 1959 году — Военную академию Генерального штаба. В 1975 году был уволен в запас в звании генерал-майора.
Проживал и работал сначала в Долгопрудном, затем в Москве. Скончался 1 ноября 1992 года, похоронен на Троекуровском кладбище Москвы.
Был награждён двумя орденами Ленина, тремя орденами Красного Знамени, двумя орденами Отечественной войны 1-й степени, орденом Отечественной войны 2-й степени, двумя орденами Красной Звезды, орденом «За службу Родине в Вооруженных Силах СССР» 3-й степени, рядом медалей.